# Robyn
Robin Miriam Carlsson (født 12. juni 1979), kendt under kunstnernavnet Robyn, er en svensk sangerinde og sangskriver.
Robyn blev i slut 1990'erne kendt for hittet "Do You Know (What It Takes)" fra sit debutalbum Robyn Is Here (1995).
Sangen "With Every Heartbeat" fra albummet Robyn (2005) gjorde hende i særdeleshed populær internationalt og den endte bl.a. som nummer et på Storbritanniens Official Single Charts.
I løbet af 2010 udgav Robyn sin albumtriologi under navnene Body Talk Pt. 1, Body Talk Pt. 2 og Body Talk pt. 3. Det første albums hovedsingle "Dancing on My Own" blev et stort hit og hun fik en Grammy Award nomination i kategorien Best Dance Recording i 2010.
I 2014 udgiver hun albummet Do it again sammen med Röyksopp. Love Is Free er seneste album fra 2015 udgivet under musikprojektet La Bagatelle Magique.
Udover sin musikkarriere er Robyn interesseret i teknologi. I 2013 fik hun 'KTH:s stora pris' Arkiveret 13. november 2020 hos  Wayback Machine (Ærespris ved Den Kongelige Tekniske Højskole i Sverige) og hun er medigangsætter af festivalen Tekla, hvor svenske piger i alderen 11-18 år bl.a. lærer om programmering og spildesign.

## Diskografi
- 1995 – Robyn is Here
- 1997 – Robyn is Here (US Version)
- 1999 – My Truth
- 2002 – Don't Stop the Music
- 2005 – Robyn
- 2006 – The Rakamonie EP
- 2009 – iTunes Foreign Exchange
- 2009 – The Cherrytree Sessions
- 2010 – Body Talk pt. 1
- 2010 – Body Talk pt. 2
- 2010 – Body Talk pt. 3
- 2014 - Do it again (med Röyksopp)
- 2015 - Love Is Free som Robyn & La Bagatelle Magique
- 2018 - Honey